# القصة الخامسة (فلم)
القصة الخامسة (بالإنجليزية: The Fifth Story) فيلم عراقي من إخراج أحمد عبد. حصل الفيلم على جائزة الاتحاد الدولي للنقاد السينمائيين في مهرجان (إدفا) سنة 2020.